# Padang Bindu (Mulak Ulu)
Padang Bindu is een bestuurslaag in het regentschap Lahat van de provincie Zuid-Sumatra, Indonesië. Padang Bindu telt 435 inwoners (volkstelling 2010).